# Столяров, Александр Геннадьевич
Алекса́ндр Генна́дьевич Столяро́в (нем. Alexsander Stoljarov; род. 1949 Загорск, РСФСР, СССР) — советский и немецкий иконописец, историк, ведущий специалист в области иконографии святых неразделённой церкви.

## Биография
Родился в 1949 году в Загорске (ныне Сергиев Посад) в Московской области.
С 1964 по 1968 год обучался в Абрамцевском художественно-промышленном училище.
С 1969 по 1974 год работал в Всероссийском музейном объединении музыкальной культуры имени М. И. Глинки.
С 1974 по 1976 год работал в жанре фресковой живописи в ряде храмов Москвы и Волоколамска, а с 1977 по 1990 годы в жанре иконописи в храмах Пскова, Красногородска, Риги, Минска, Гомеля, Бреста, Барановичи, Логойска.
С 1990 по 1992 год трудился над реставрацией церкви Феодора Стратилата в Москве.
В 1992 году переехал на постоянное место жительства в Германию, где выполнил ряд иконописных проектов для церквей Санкт-Августина, Берлина, Кёльна (Храм Святого Пантелеимона), Бамберга, Гамбурга.
В последние годы участвовал в написании икон для иконостаса домового храма Скита Святого Спиридона в Гайльнау, где создал серию икон древних святых немецкой земли.